# زاغه‌عل یکرم
زاغه‌عل یکرم، روستایی از توابع بخش مرکزی شهرستان گیلانغرب در استان کرمانشاه ایران است.

## جمعیت
این روستا در دهستان چله قرار دارد و براساس سرشماری مرکز آمار ایران در سال ۱۳۸۵، جمعیت آن ۹۲ نفر (۲۴خانوار) بوده‌است.